# Baroreceptor
Baroreceptores ou barorrecetores são mecanoreceptores relacionados à regulação da pressão arterial momento a momento. Estão localizados principalmente no seio carotídeo e no arco da aorta, detectando variações bruscas da pressão arterial e transmitindo esta informação ao sistema nervoso central. Esta informação gera respostas do sistema nervoso autônomo, modulando o funcionamento da circulação sanguinea (Reflexo barorreceptor).

## Mecanismos celulares
O receptor é tônico e é ativado caso sofra distorção durante a distensão do vaso sanguíneo. Canais iônicos mecanossensíveis seriam abertos nas terminações nervosas dos receptores. Três famílias destes canais estariam envolvidos: canais epiteliais de sódio (Epithelial sodium channels), canais iônicos sensíveis a ácido (Acid sensing ion channels) e canais de potencial transitório do receptor (Transient receptor potential channels). A abertura destes canais pode levar a um despolarização da membrana e levar a um aumento da frequência de potenciais de ação transmitidos pela terminação nervosa. A informação se propaga através do nervo sinusal (no caso de receptores no seio carotídeo), ramo do n. glossofaríngeo , e do nervo depressor aórtico (no caso de receptores no arco da aorta) para o sistema nervoso central, mais especificamente para o núcleo do trato solitário no bulbo.

## Respostas no Sistema Nervoso Central
No caso de aumento súbito de pressão arterial, os barorreceptores aumentam sua frequência de disparos e sinalizam tal informação para o núcleo do trato solitário. Nele, neurônios excitam outros do núcleo ambíguo e do núcleo dorsal do vago, elevando a um aumento do tônus vagal (indicador do funcionamento do sistema nervoso parassimpático). Além disso, excitam neurônios GABA-érgicos inibitórios, presentes no bulbo ventrolateral caudal, que agem em neurónios pré-motores do simpático presentes no bulbo ventrolateral rostral. Ocorre, assim, uma diminuição do tônus simpático.
Caso haja queda da pressão arterial, ocorre menor excitação do neurônios relacionados ao sistema nervoso parassimpático (diminuição do tônus) e menor inibição do neurônios relacionados ao simpático (aumento do tônus), decorrentes da menor atividade dos barorreceptores.

## Respostas no Sistema Cardiovascular
O aumento do tônus simpático leva a taquicardia, aumento do volume sistólico, vasoconstricção, redução da capacitância venosa, com aumento do retorno venoso ao coração. Tal resposta (taquicardia reflexa) é responsável por aumentar a pressão arterial aos seus valores basais.
Já o aumento do tônus vagal leva a bradicardia e, junto da inibição simpática, desencadeia processos antagônicos aos mencionados acima. Tal resposta (bradicardia reflexa) é responsável por diminuir a pressão arterial aos seus valores basais.